# Nádasi Marcella
Nádasi Marcella (Marcelle Vuillet-Baum; Nádasi Ferencné) (Lausanne, 1905. december 3. – London, 1987. október 16.) táncművész, balettmester.

## Életpályája
Szakmai tanulmányait a Berlini Opera balettiskolájában kezdte, majd Eduardova növendéke lett. Először a berlini Haller-revükben lépett színpadra, majd Kedcova néven Szergej Pavlovics Gyagilev Orosz Balettjében táncolt 1924–1925 között. 1928-ban Párizsban, Preobrazsenszkajánál képezte tovább magát. Ezután Ida Rubinstein Balettjének tagja lett. Férjével együtt megnyitották magániskolájukat, amelyből – az operaházi balettiskolával egyesülve – 1950-ben az Állami Balett Intézet nőtt ki, ahol 1951–1967 között tanított. 1948–1956 között a Honvéd Együttes balettmestere is volt. Az 1960-as évektől szakkritikát írt – eleinte a Muzsika című folyóirat táncrovatába, majd az 1976-ban újrainduló Táncművészetbe. Férje halála után (1966), 1967-ben elhagyta Magyarországot; három évig a Hágai Konzervatóriumban tanított. 1971-es nyugdíjba vonult. Londonban élő lányához, Nádasi Myrtillhez költözött.

## Magánélete
Megismerkedett Nádasi Ferenccel, akinek partnereként nyolc éven át Európa különböző táncszínpadjain szerepelt. 1930-ban kötöttek házasságot, s 1936-ban telepedtek le Budapesten.
Sírja a Farkasréti temetőben található (33/4-1-17).

## Színházi szerepei
- Magyar rapszódia (Nádasi Ferenccel közösen)
- A rózsa lelke
- Strandon
- Fababatánc
- Cucaracha